# Francisco Javier de Cabanes
Francisco Javier de Cabanes y de Escofet (Solsona, 1781-Madrid, 1834). Militar, historiador y empresario español. Miembro de la dinastía de los Cabanes de Solsona y hermano de José Mariano de Cabanes y de Escofet.
Su familia procedía de una dinastía de la aristocracia francesa. Fue hijo de Mariano de Cabanes, natural de Solsona, y de Josefa Escofet, natural de Barcelona.
Ingresó en el ejército como cadete el 31 de septiembre de 1797 en el Regimiento de Reales Guardias Valonas de Infantería, en Barcelona, con dieciséis años de edad. Acompañó a su regimiento en la expedición de Mahón de 1799 en la que fue hecho prisionero de guerra por los ingleses, donde fue apresado
Ascendió a Alférez en 1801 y participó en la guerra de Portugal (1807) y en la Guerra de la Independencia Española (1808-1814). En esta última, estando bajo las órdenes del general Lacy, propuso fortificar el Plana de Busa para convertirlo en una plaza militar de primer orden. Fue ascendido al empleo de mariscal en 1833. La capilla de la Virgen del Claustro guarda las medallas militares que se le otorgaron por su participación en la Guerra de la Independencia Española y que fueron dadas por sus sobrinas Mercedes y Pilar de Bassols y de Cabanes.
Se centró, en su tarea de historiador, en el estudio y análisis de la Guerra de la Independencia, siendo su obra más remarcable la Historia de las operaciones del ejército de Cataluña en la Guerra de la usurpación, o sea de la Independencia (1815). Fue nombrado miembro de la Academia de Buenas Letras.
Destaca su participación como socio fundador de la compañía de Diligencias Generales, fundada a Barcelona el 16 de junio de 1818 que fue quien estableció el primer servicio de diligencias en Españan (la línea regular de diligencias de Barcelona a Madrid. También realizó pruebas de transporte fluvial en el Tajo entre Aranjuez y Lisboa y publicó la primera Guía General de Correos, Postas y Caminos del Reino de España, con un mapa itinerante de la Península (1830).